# الجبوبة (الواسطة)

تعديل مصدري - تعديل

الجبوبة محلة تابعة لقرية الواسطة، التابعة لعزلة رعين بمديرية يريم إحدى مديريات محافظة إب في الجمهورية اليمنية، بلغ تعداد سكانها 118 حسب تعداد اليمن لعام 2004.